# Rymosia labyrinthos
Rymosia labyrinthos är en tvåvingeart som beskrevs av Chandler 2006. Rymosia labyrinthos ingår i släktet Rymosia och familjen svampmyggor. Inga underarter finns listade i Catalogue of Life.